# María Antonia Is Piñera
María Antonia Toña Is Piñera (* 13. Juni 1966 in Oviedo) ist eine ehemalige spanische Fußballspielerin.

## Karriere

### Verein
Toña Is trat im Jahr 1982 dem in ihrem Geburtsort gegründeten Verein México-La Corredoria Club de Fútbol bei, für den sie in der asturischen Regionalliga als Abwehrspielerin aktiv war. Ab der Saison 1984/85 trug der Verein aus Sponsoringgründen den Namen Club de Fútbol Femenino Tradehi – bis zum Saisonende 1995/96. Mit ihrem Verein gelang zur Saison 1989/90 der Aufstieg in die seit einem Jahr bestehende Liga Nacionál de Fútbol Femenino, die höchste Spielklasse im spanischen Frauenfußball. Von 1996 bis 2000 spielte sie dann für den unter den Namen Peña Azul Oviedo Femenino in der umbenannten División de Honor Femenina, bevor sie ihre Spielerkarriere beendete.

### Nationalmannschaft
Toña Is bestritt für die A-Nationalmannschaft 34 Länderspiele, in denen ihr ein Tor gelang. Vier Länderspiele bestritt sie davon im Turnier um die Europameisterschaft 1997. Sie bestritt alle drei Spiele der Gruppe A sowie das mit 1:2 verlorene Halbfinale gegen die Nationalmannschaft Italiens.